# Danh sách giải Oscar của Walt Disney

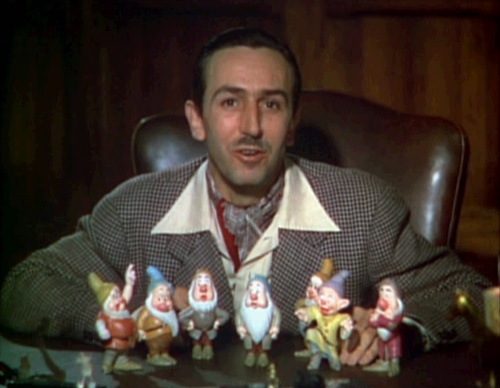
Walt Disney bên cạnh bảy chú lùn, trong lời giới thiệu bộ phim Nàng Bạch Tuyết và bảy chú lùn.

Walt Disney (5 tháng 12 năm 1901 – 15 tháng 12 năm 1966) là một nhà làm phim hoạt hình người Mỹ, người đã từng giành chiến thắng hoặc nhận được 26 giải Oscar và nắm giữ kỷ lục nhiều giải Oscar nhất lịch sử. Ông đã đoạt được 22 tượng vàng Oscar cạnh tranh trong tổng số 59 đề cử, đồng thời nắm kỷ lục là cá nhân có nhiều chiến thắng và đề cử nhất trong lịch sử.
Disney giành giải Oscar cạnh tranh đầu tiên và nhận giải Oscar danh dự đầu tiên tại lễ trao giải Oscar lần thứ 5 (1992). Ông được trao giải Oscar nhờ sáng tạo ra nhân vật Chuột Mickey và thắng giải Oscar cho phim (hoạt hình) ngắn hay nhất cho bộ phim Flowers and Trees. Trong 7 lễ trao giải Oscar kế tiếp (lần thứ 6–12), Disney liên tiếp được xướng tên chiến thắng hoặc đề cử ở cùng hạng mục trên.
Bên cạnh đó, Disney còn là chủ nhân của 3 tượng vàng Oscar danh giá, lần đầu là vào năm 1939 và hai lần sau là vào năm 1932. Tại lễ trao giải Oscar lần thứ 26 (1954), Disney giành chiến thắng giải Oscar ở cả bốn hạng mục mà ông được đề cử: Phim ngắn (hoạt hình) hay nhất, Phim ngắn (hai cuộn) hay nhất, Phim tài liệu (phim dài) hay nhất và Phim tài liệu (phim ngắn) hay nhất. Năm 1965, ông có được đề cử Oscar cho phim hay nhất duy nhất của mình nhờ bộ phim Mary Poppins. Ông được trao giải Oscar cuối cùng sau khi chết vào năm 1969 cho tác phẩm Winnie the Pooh and the Blustery Day.

## Giải Oscar cạnh tranh

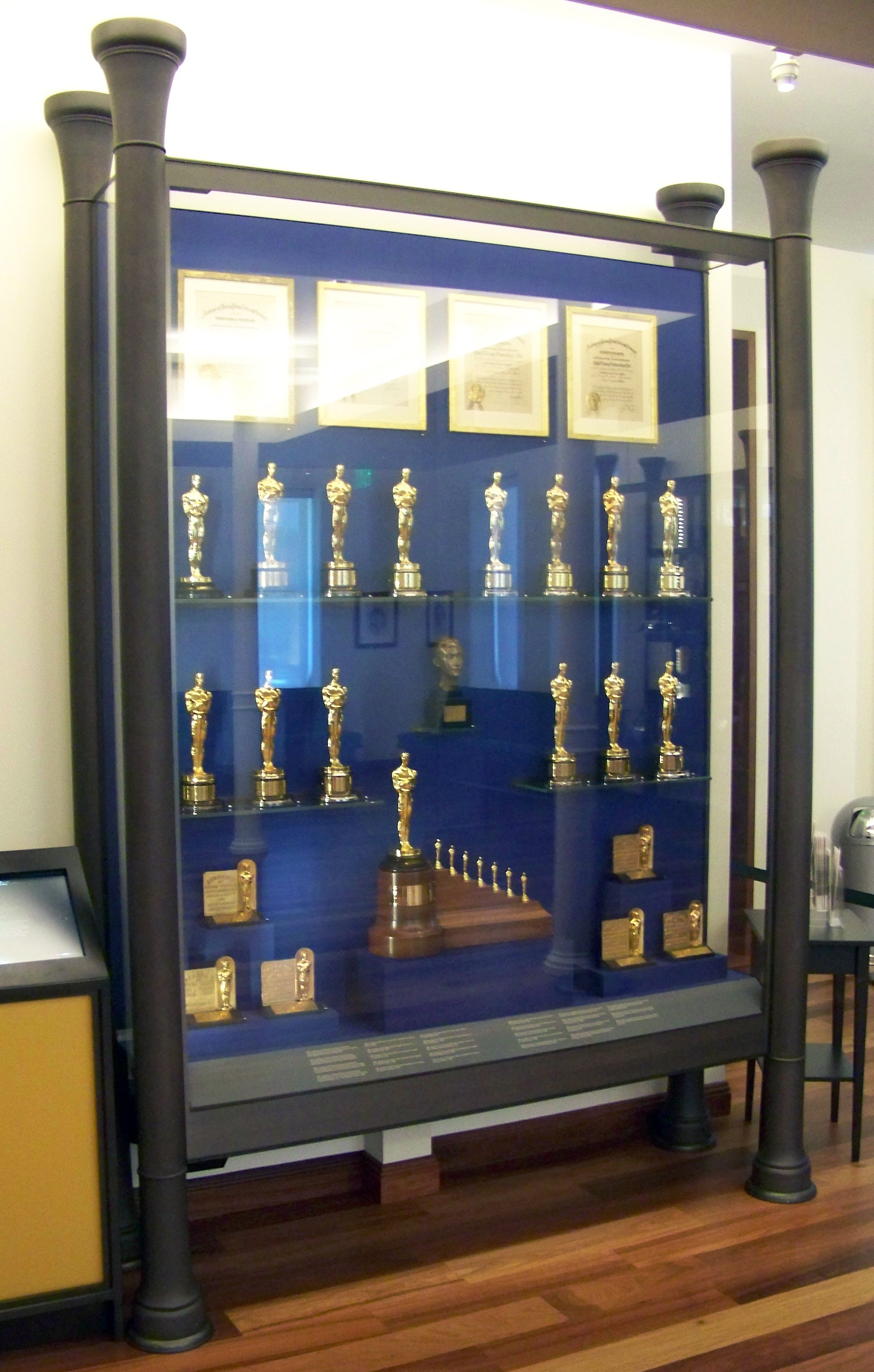
Tủ trưng bày nằm ở sảnh Bảo tàng gia đình Walt Disney tọa lạc ở San Francisco, đây là không gian trưng bày nhiều tượng vàng Oscar mà Walt Disney đã chiến thắng hoặc nhận được. Bức tượng nằm ở dưới đáy tủ là giải đặc biệt mà ông nhận được nhờ làm ra bộ phim Nàng Bạch Tuyết và bảy chú lùn.

| Năm           | Hạng mục                           | Phim điện ảnh/tài liệu               | Kết quả               | Chú thích     |
| ------------- | ---------------------------------- | ------------------------------------ | --------------------- | ------------- |
| 1932 (thứ 5)  | Phim (hoạt hình) ngắn hay nhất     | Flowers and Trees                    | Đoạt giải             | [ 2 ] [ 16 ]  |
| 1932 (thứ 5)  | Phim (hoạt hình) ngắn hay nhất     | Mickey's Orphans                     | Đề cử                 | [ 2 ]         |
| 1934 (thứ 6)  | Phim (hoạt hình) ngắn hay nhất     | The Three Little Pigs                | Đoạt giải             | [ 3 ]         |
| 1934 (thứ 6)  | Phim (hoạt hình) ngắn hay nhất     | Building a Building                  | Đề cử                 | [ 3 ]         |
| 1935 (thứ 7)  | Phim (hoạt hình) ngắn hay nhất     | The Tortoise and the Hare            | Đoạt giải             | [ 4 ]         |
| 1936 (thứ 8)  | Phim (hoạt hình) ngắn hay nhất     | Three Orphan Kittens                 | Đoạt giải             | [ 5 ]         |
| 1936 (thứ 8)  | Phim (hoạt hình) ngắn hay nhất     | Who Killed Cock Robin?               | Đề cử                 | [ 5 ]         |
| 1937 (thứ 9)  | Phim (hoạt hình) ngắn hay nhất     | The Country Cousin                   | Đoạt giải             | [ 6 ]         |
| 1938 (thứ 10) | Phim (hoạt hình) ngắn hay nhất     | The Old Mill                         | Đoạt giải             | [ 7 ]         |
| 1939 (thứ 11) | Phim (hoạt hình) ngắn hay nhất     | Ferdinand the Bull                   | Đoạt giải             | [ 8 ]         |
| 1939 (thứ 11) | Phim (hoạt hình) ngắn hay nhất     | Brave Little Tailor                  | Đề cử                 | [ 8 ]         |
| 1939 (thứ 11) | Phim (hoạt hình) ngắn hay nhất     | Good Scouts                          | Đề cử                 | [ 8 ]         |
| 1939 (thứ 11) | Phim (hoạt hình) ngắn hay nhất     | Mother Goose Goes Hollywood          | Đề cử                 | [ 8 ]         |
| 1940 (thứ 12) | Phim (hoạt hình) ngắn hay nhất     | The Ugly Duckling                    | Đoạt giải             | [ 9 ]         |
| 1940 (thứ 12) | Phim (hoạt hình) ngắn hay nhất     | The Pointer                          | Đề cử                 | [ 9 ]         |
| 1942 (thứ 14) | Phim (hoạt hình) ngắn hay nhất     | Lend a Paw                           | Đoạt giải             | [ 10 ]        |
| 1942 (thứ 14) | Phim (hoạt hình) ngắn hay nhất     | Truant Officer Donald                | Đề cử                 | [ 10 ]        |
| 1943 (thứ 15) | Phim (hoạt hình) ngắn hay nhất     | Der Fuehrer's Face                   | Đoạt giải             | [ 17 ]        |
| 1943 (thứ 15) | Phim tài liệu (phim ngắn) hay nhất | The Grain That Built a Hemisphere    | Đề cử                 | [ 17 ]        |
| 1943 (thứ 15) | Phim tài liệu (phim ngắn) hay nhất | The New Spirit                       | Đề cử                 | [ 17 ]        |
| 1944 (thứ 16) | Phim (hoạt hình) ngắn hay nhất     | Reason and Emotion                   | Đề cử                 | [ 18 ]        |
| 1945 (thứ 17) | Phim (hoạt hình) ngắn hay nhất     | How to Play Football                 | Đề cử                 | [ 19 ]        |
| 1946 (thứ 18) | Phim (hoạt hình) ngắn hay nhất     | Donald's Crime                       | Đề cử                 | [ 20 ]        |
| 1947 (thứ 19) | Phim (hoạt hình) ngắn hay nhất     | Squatter's Rights                    | Đề cử                 | [ 21 ]        |
| 1948 (thứ 20) | Phim (hoạt hình) ngắn hay nhất     | Chip an' Dale                        | Đề cử                 | [ 22 ]        |
| 1948 (thứ 20) | Phim (hoạt hình) ngắn hay nhất     | Pluto's Blue Note                    | Đề cử                 | [ 22 ]        |
| 1949 (thứ 21) | Phim ngắn (hai cuộn) hay nhất      | Seal Island                          | Đoạt giải             | [ 12 ] [ 23 ] |
| 1949 (thứ 21) | Phim (hoạt hình) ngắn hay nhất     | Mickey and the Seal                  | Đề cử                 | [ 23 ]        |
| 1949 (thứ 21) | Phim (hoạt hình) ngắn hay nhất     | Tea for Two Hundred                  | Đề cử                 | [ 23 ]        |
| 1950 (thứ 22) | Phim (hoạt hình) ngắn hay nhất     | Toy Tinkers                          | Đề cử                 | [ 24 ]        |
| 1951 (thứ 23) | Phim ngắn (hai cuộn) hay nhất      | In Beaver Valley                     | Đoạt giải             | [ 25 ]        |
| 1952 (thứ 24) | Phim ngắn (hai cuộn) hay nhất      | Nature's Half Acre                   | Đoạt giải             | [ 26 ]        |
| 1952 (thứ 24) | Phim (hoạt hình) ngắn hay nhất     | Lambert the Sheepish Lion            | Đề cử                 | [ 26 ]        |
| 1953 (thứ 25) | Phim ngắn (hai cuộn) hay nhất      | Water Birds                          | Đoạt giải             | [ 27 ]        |
| 1954 (thứ 26) | Phim tài liệu (phim dài) hay nhất  | The Living Desert                    | Đoạt giải             | [ 11 ] [ 12 ] |
| 1954 (thứ 26) | Phim tài liệu (phim ngắn) hay nhất | The Alaskan Eskimo                   | Đoạt giải             | [ 11 ] [ 12 ] |
| 1954 (thứ 26) | Phim (hoạt hình) ngắn hay nhất     | Toot, Whistle, Plunk and Boom        | Đoạt giải             | [ 11 ] [ 12 ] |
| 1954 (thứ 26) | Phim (hoạt hình) ngắn hay nhất     | Rugged Bear                          | Đề cử                 | [ 11 ] [ 12 ] |
| 1954 (thứ 26) | Phim ngắn (hai cuộn) hay nhất      | Bear Country                         | Đoạt giải             | [ 11 ] [ 12 ] |
| 1954 (thứ 26) | Phim ngắn (hai cuộn) hay nhất      | Ben and Me                           | Đề cử                 | [ 11 ] [ 12 ] |
| 1955 (thứ 27) | Phim tài liệu (phim dài) hay nhất  | The Vanishing Prairie                | Đoạt giải             | [ 28 ]        |
| 1955 (thứ 27) | Phim (hoạt hình) ngắn hay nhất     | Pigs Is Pigs                         | Đề cử                 | [ 28 ]        |
| 1955 (thứ 27) | Phim ngắn (hai cuộn) hay nhất      | Siam                                 | Đề cử                 | [ 28 ]        |
| 1956 (thứ 28) | Phim tài liệu (phim ngắn) hay nhất | Men Against the Arctic               | Đoạt giải             | [ 29 ]        |
| 1956 (thứ 28) | Phim (hoạt hình) ngắn hay nhất     | No Hunting                           | Đề cử                 | [ 29 ]        |
| 1956 (thứ 28) | Phim ngắn (hai cuộn) hay nhất      | Switzerland                          | Đề cử                 | [ 29 ]        |
| 1957 (thứ 29) | Phim ngắn (hai cuộn) hay nhất      | Samoa                                | Đề cử                 | [ 30 ]        |
| 1958 (thứ 30) | Phim ngắn (hai cuộn) hay nhất      | The Truth About Mother Goose         | Đề cử                 | [ 31 ]        |
| 1959 (thứ 31) | Phim ngắn (người đóng) hay nhất    | Grand Canyon                         | Đoạt giải             | [ 32 ]        |
| 1959 (thứ 31) | Phim (hoạt hình) ngắn hay nhất     | Paul Bunyan                          | Đề cử                 | [ 32 ]        |
| 1960 (thứ 32) | Phim tài liệu (phim ngắn) hay nhất | Donald in Mathmagic Land             | Đề cử                 | [ 33 ]        |
| 1960 (thứ 32) | Phim (hoạt hình) ngắn hay nhất     | Noah's Ark                           | Đề cử                 | [ 33 ]        |
| 1960 (thứ 32) | Phim ngắn (người đóng) hay nhất    | Mysteries of the Deep                | Đề cử                 | [ 33 ]        |
| 1961 (thứ 33) | Phim (hoạt hình) ngắn hay nhất     | Goliath II                           | Đề cử                 | [ 34 ]        |
| 1961 (thứ 33) | Phim ngắn (người đóng) hay nhất    | Islands of the Sea                   | Đề cử                 | [ 34 ]        |
| 1962 (thứ 34) | Phim (hoạt hình) ngắn hay nhất     | Aquamania                            | Đề cử                 | [ 35 ]        |
| 1963 (thứ 35) | Phim (hoạt hình) ngắn hay nhất     | Symposium on Popular Songs           | Đề cử                 | [ 36 ]        |
| 1965 (thứ 37) | Phim hay nhất                      | Mary Poppins                         | Đề cử                 | [ 12 ] [ 13 ] |
| 1969 (thứ 41) | Phim (hoạt hình) ngắn hay nhất     | Winnie the Pooh and the Blustery Day | Đoạt giải (truy tặng) | [ 14 ]        |

## Giải Oscar danh dự
| Năm           | Mục đích trao tặng | Hình dạng                                            | Chú thích     |
| ------------- | --- | ---------------------------------------------------- | ------------- |
| 1932 (thứ 5)  | Dành tặng Walt Disney vì đã sáng tạo ra Chuột Mickey. | Tượng                                                | [ 2 ] [ 12 ]  |
| 1939 (thứ 11) | Dành tặng Walt Disney cho bộ phim Nàng Bạch Tuyết và bảy chú lùn, "được ghi nhận là một phát kiến phim ảnh quan trọng đã thu hút hàng triệu khán giả và tiên phong trong lĩnh vực giải trí mới – phim điện ảnh hoạt hình."    | Một tượng lớn kèm theo 7 tượng nhỏ xếp theo các bậc. | [ 8 ] [ 37 ]  |
| 1942 (thứ 14) | Dành tặng Walt Disney, William Garity, John N. A. Hawkins và Công ty sản xuất RCA "vì những đóng góp xuất sắc cho công cuộc thúc đẩy sử dụng âm thanh trong các tác phẩm điện ảnh thông qua khâu sản xuất của phim Fantasia." | Bằng khen                                            | [ 10 ] [ 37 ] |
| 1942 (thứ 14) | Giải tưởng niệm Irving G. Thalberg | Giải Thalberg                                        | [ 10 ] [ 38 ] |